# Белизско-гватемальские отношения
Белизско-гватемальские отношения — двусторонние дипломатические отношения между Белизом и Гватемалой. Протяжённость государственной границы между странами составляет 266 км.

## История
В сентябре 1991 года Гватемала установила дипломатические отношения с Белизом (спустя 10 лет после провозглашения независимости этой страны). Между странами существует давний территориальный спор отравляющий их взаимоотношения. Несмотря на то, что в последние годы наблюдается улучшение в отношениях между странами, Гватемала не отказывается от своих территориальных претензий на часть территории Белиза.

## Торговля
22 ноября 2004 года начались белизско-гватемальские переговоры по заключению торгового соглашения. 26 июня 2006 года Белиз подписал данное соглашение, а президент Гватемалы поставил свою подпись 4 апреля 2010 года. В рамках подписанного торгового соглашения оба государства пошли на меры по расширению товарооборота путём снижения торговых пошлин на ряд товаров (в первую очередь на продукты питания). В настоящее время между странами сложился торговый дисбаланс в пользу Гватемалы: Белиз импортирует больше продуктов из этой страны, чем поставляет в ответ. Белиз планирует экспортировать в Гватемалу следующие товары: апельсиновый сок, фасоль, замороженные креветки, рыбу, ракообразных, моллюски, мясо и пищевые мясные субпродукты, живую домашнюю птицу, крупный рогатый скот и кукурузу.